# Tapinocyba affinis
Tapinocyba affinis là một loài nhện trong họ Linyphiidae. Chúng được Roger de Lessert miêu tả năm 1907.

## Phân loài
- Tapinocyba affinis orientalis Alfred Frank Millidge, 1979
- Tapinocyba affinis pyrenaea Alfred Frank Millidge, 1979